# Caloplaca epithallina
Caloplaca epithallina är en lavart som beskrevs av Lynge. Caloplaca epithallina ingår i släktet orangelavar och familjen Teloschistaceae.  Arten är reproducerande i Sverige. Inga underarter finns listade i Catalogue of Life.